# Ngựa lùn Úc
Ngựa lùn Úc là một giống ngựa được phát triển ở Úc. Nó đã bị ảnh hưởng rất nhiều bởi các giống ngựa bản địa của Anh, đặc biệt là ngựa xứ Wales, cũng như một số dòng máu ngựa có nguồn gốc Ả Rập.

## Lịch sử giống
Lục địa không có ngựa hoặc ngựa bản địa trước sự xuất hiện của các nhà thám hiểm và người định cư châu Âu. Chín con ngựa đầu tiên đến Úc vào năm 1788 trong Hạm đội Đầu tiên từ Nam Phi. Vào năm 1803, Ngựa Timor đầu tiên đến từ Indonesia. Ngựa Pony của Úc cũng sau này có ảnh hưởng từ Ngựa Núi xứ Wales, ngựa Hackney, Ả Rập, Ngựa Shetland, Ngựa Cao nguyên, Ngựa Connemara, Ngựa Exmoor và từ những con ngựa Thoroughbreds nhỏ.
Các con ngựa đực ảnh hưởng lớn bao gồm:
+ Ngài Thomas và Dennington Court: Hai con ngựa giống Exmoor nhập khẩu vào giữa thế kỷ 19
+ Bonnie Charlie (imp): Ngựa giống Hungary được cho là đã được mang đến Úc với một rạp xiếc vào giữa thế kỷ 19.
+ Dyoll Greylight: Ngựa lùn núi xứ Wales đến năm 1911, được coi là một nhà sáng lập.
+ Little Jim (imp): một con ngựa Cob Welsh nâu với dòng máu Hackney Anh được nhập khẩu vào năm 1909.
Vào năm 1920, một loại ngựa khác biệt đã xuất hiện ở Úc, và vào năm 1931, cuốn sách về giống ngựa đầu tiên của Úc, Australian Pony Stud Book Society, được chính thức xác lập. Phần nói về ngựa lùn Úc của cuốn sách viết về giống kết hợp tất cả các giống ngựa núi và ngựa vùng đầm lầy đã được nhập khẩu từ đầu thế kỷ 20 cũng như các giống ngựa đã được phát triển ở Úc.ref name="Hoofs & Horns, July 1994"/>